# Aleksiej Nikołajew (zapaśnik)
Aleksiej Borisowicz Nikołajew (ros. Алексей Борисович Николаев; ur. 1 marca 1990 w Królewcu) – rosyjski i białoruski zapaśnik startujący w stylu wolnym. Brązowy medalista mistrzostw Europy w 2016 roku.